# فيلق بانزر إس إس الثاني
فيلق بانزر إس إس الثاني (بالألمانية: II. SS-Panzerkorps) كان فيلقًا ألمانيًا لفافن إس إس وشهد اخدمة على الجبهتين الشرقية والغربية خلال الحرب العالمية الثانية. كان يقوده باول هاوسيه خلال معركة خاركوف الثالثة ومعركة كورسك في عام 1943م ويلهيلم بيتريتش على الجبهة الغربية في عام 1944م.

## الحرب العالمية الثانية

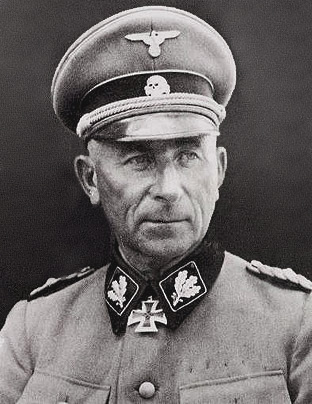
جنرال قوات الأمن الخاصة بول هاوسر فور إلقاء القبض عليه في عام 1945 (انظر ميدالية الزينة التي تم إزالتها)

### 1942-1943
تم تشكيل فيلق SS SS Panzer من لايبشتاندارته أدولف هتلر وفرقة بانزر إس إس الثانية داس رايخ وفرقة بانزر إس إس توتنكوبف الثالثة [بحاجة لمصدر] في يوليو 1942 باسم فيلق إس إس بانزر. في أغسطس، تم إرسالها إلى شمال فرنسا قبل المشاركة في Case Anton، احتلال فرنسا الفيشية في نوفمبر، والتي استولت خلالها على تولون. في أوائل فبراير 1943، تم ربط الفيلق، تحت قيادة غس إس-جروبنفهر باول هاوسيه، بمجموعة الجيوش الجنوبية في أوكرانيا وشارك في معركة خاركوف الثالثة. 

### 1944-1945
في يناير 1944، تم إرسال الفيلق إلى منطقة ألونسون في فرنسا  للتجديد.

## القادة
- SS-أوبر غروبن فوهرر باول هاوسر (1 يونيو 1942 - 28 يونيو 1944)
- SS- أوبيرغروبنفهر فيلهلم بيتريتش (10 يوليو 1944 - 9 مايو 1945)